# Polygona bernadensis
Polygona bernadensis is een slakkensoort uit de familie van de Fasciolariidae. De wetenschappelijke naam van de soort is voor het eerst geldig gepubliceerd in 1974 door Bullock.